# Palácio Quitandinha
Koordinaten: 22° 31′ 38,2″ S, 43° 12′ 46″ W
Der Palácio Quitandinha ist ein ehemaliges Luxushotel in Petrópolis, Brasilien. Das Hotel wurde 1944 eröffnet und 1963 in ein Apartmenthaus umgebaut. Vom Staatlichen Institut für Kulturerbe (INEPAC) wird es als erhaltungswürdig gelistet.

## Geschichte
Bauherr des Hotels war der Brasilianer Joaquim Rolla (1899–1972) mit Unterstützung seines Schwagers Antonnio Faustino. Rolla, der aus einfachen Verhältnissen stammte, hatte es im Laufe der Zeit zum Besitz von mehreren Spielcasinos in Brasilien gebracht. Der Palácio Quitandinha sollte als Casinohotel in Größe und Pracht alles Vergleichbare in Südamerika übertreffen. Die Standortentscheidung fiel auf Petrópolis, der früheren Sommerresidenz der brasilianischen Monarchen, das wegen der kühleren Höhenluft ein beliebtes Ausflugsziel der Einwohner von Rio de Janeiro ist. Architekten waren Luis Fossatti und Alfredo Baeta Neves. Die Innenarchitektur stammte von der Amerikanerin Dorothy Draper (1889–1969), deren Stil, der auch als „moderner Barock“ bezeichnet wird, durch viel Schmuck und üppige Farben geprägt ist.
Die Bauarbeiten begannen 1941, am 12. Februar 1944 wurde das Hotel prunkvoll eröffnet. Zwei Jahre später erließ allerdings die Regierung unter Präsident Eurico Gaspar Dutra im ganzen Land ein Glücksspielverbot. Danach diente das Gebäude ausschließlich als Hotel sowie für Veranstaltungen. Viele bekannte Persönlichkeiten aus Showbusiness und Politik zählten zu den Gästen des Hotels. Allerdings war der Betrieb des großen Hotels ohne Casino nicht einfach, Rolla verkaufte deshalb das Hotel 1963 an eine Investorengruppe, die aus dem Gebäude Luxus-Eigentumswohnungen machten. 2007 wurden die öffentlichen Bereiche des Gebäudes, die lange geschlossen waren, von der brasilianische gemeinnützigen Gesellschaft SESC gekauft. Es ist das Interesse dieser Gesellschaft, das historische Erbe des Gebäudes zu bewahren, die Gebäudesubstanz zu pflegen und kulturelle Veranstaltungen zu ermöglichen.

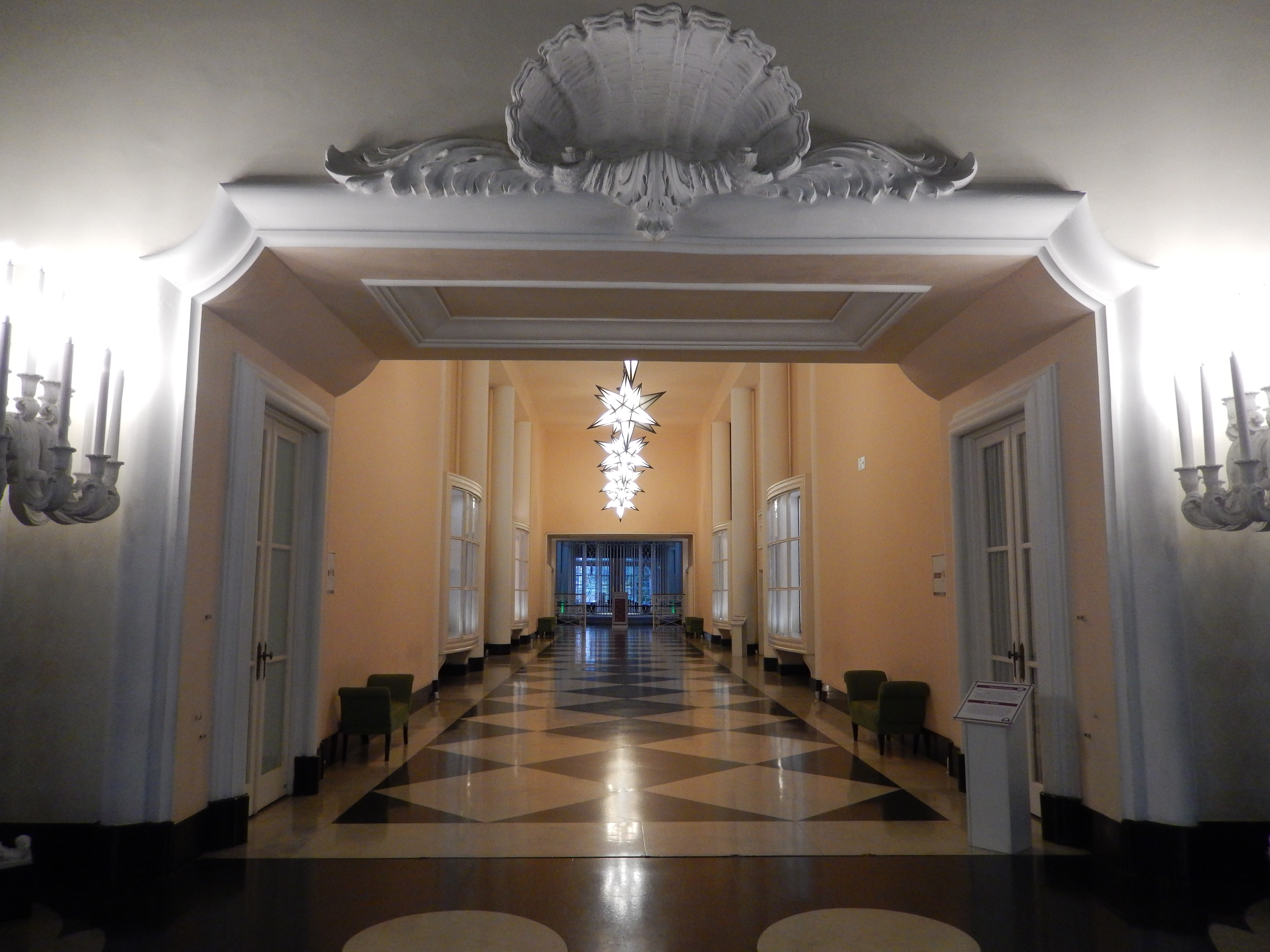
Hotelflur im Palácio Quitandinha

## Beschreibung
Das Äußere erinnert an den französisch-normannischen Baustil, der Ende des 18./Beginn de 19. Jahrhunderts in der Normandie bei repräsentativen Gebäuden in den französischen Seebädern verbreitet war. Das Innere wird in der Literatur als eine Mischung von Art déco und Brasilianischem Barock beschrieben. Das Grundstück, zu dem auch ein kleiner See gehört, hat eine Fläche von 50.000 m². Das Erdgeschoss ist 10 m hoch, das Gebäude hat sechs Stockwerke. Ursprünglich besaß das Hotel 440 Zimmer und 13 Suiten. Die öffentlichen Bereiche sind sehr großzügig gestaltet. Die Kuppel im Mauá-Saal ist 30 m hoch und hat einen Durchmesser von 50 m, sie galt seinerzeit als zweitgrößte Kuppel der Welt nach dem Petersdom in Rom. Zum Hotel gehörte u. a. ein großer Theatersaal und ein Thermal-Hallenbad.
Das Gebäude kann besichtigt werden. Führungen werden durch die Gesellschaft SESC organisiert.